# Gnaphalieae
A Gnaphalieae az őszirózsafélék (Asteraceae) családjának egyik nemzetségcsoportja.
A csoport diverzitása Dél-Amerika, Dél-Afrika és Ausztrália területén a legnagyobb. Az északi félgömbön csak néhány nemzetsége, mint az Antennaria, a Leontopodium (pl. havasi gyopár) és az Anaphalis él.
Legközelebb az Anthemideae, Astereae és Calenduleae nemzetségcsoportokhoz áll.
A nemzetségcsoport al-nemzetségcsoportokra bontása bizonytalan, több múltbéli felosztás vérzett el a 20. század végi molekuláris genetikai elemzések tükrében.

## Nemzetségek
| - Alatoseta - Amphiglossa - Anaphalis - Anaxeton - Anderbergia - Anisochaeta - Anisothrix - Antennaria - Antithrixia - Arrowsmithia - Artemisiopsis - Athrixia - Atrichantha - Bryomorphe - Callilepis (nem biztos, hogy ide sorolandó) - Calotesta - Cephalipterum - Comborhiza - Denekia - Disparago - Dolicothrix - Edmondia - Elytropappus - Facelis - Galeomma - Gamochaeta - Gnaphalium - Helichrysopsis - Helichrysum - Hydroidea - Ifloga - Lachnospermum | - Langebergia - Lasiopogon - Lepidostephium - Leysera - Macowania - Metalasia - Nestlera - Oedera - Oreoleysera - Oxylaena - Pentatrichia - Petalacte - Phaenocoma - Phagnalon - Philyrophyllum - Planea - Plecostachys - Podolepis - Printzia (nem biztos, hogy ide sorolandó) - Pseudognaphalium - Pterothrix - Relhania - Rhynchopsidium - Rosenia - Syncarpha - Tenrhynea - Trichogyne - Troglophyton - Vellereophyton - Xerochrysum |

Forrás: FNA

## Fordítás
- Ez a szócikk részben vagy egészben a Gnaphalieae című angol Wikipédia-szócikk ezen változatának fordításán alapul.  Az eredeti cikk szerkesztőit annak laptörténete sorolja fel. Ez a jelzés csupán a megfogalmazás eredetét és a szerzői jogokat jelzi, nem szolgál a cikkben szereplő információk forrásmegjelöléseként.